# 嵩山村
嵩山村（すせむら）は、愛知県八名郡にかつて存在した村。
現在の豊橋市の一部（嵩山町）に該当する。
本坂通（姫街道）（東海道の脇街道の1つ）の嵩山宿があった村である。

## 歴史
- 1764年（明和元年） - 江戸幕府の道中奉行により、嵩山村の集落を本坂街道の正式な宿場と認めるという裁可が下され、嵩山宿が成立。
- 1878年（明治11年） - 嵩山村、月ヶ谷村、長彦村が合併し、嵩山村となる。
- 1889年（明治22年）10月1日 - 町村制により、嵩山村が発足。
- 1906年（明治39年）7月1日 - 多米村、三輪村、西郷村、玉川村と合併し、石巻村が発足。同日嵩山村は廃止。

## 教育
- 嵩山尋常小学校（現・豊橋市立嵩山小学校）